# 2010-es jordán rali
A 2010-es Jordán rali volt a 2010-es rali-világbajnokság harmadik versenye. Április 1. és április 3. között került megrendezésre. Huszonegy gyorsasági szakaszból állt, mely 339,48 kilométert tett ki.

## Szakaszok
| Nap            | Szakasz | Rajtidő | Szakasz neve   | Hossz    | Győztes            | Idő     | Átlagsebesség | Versenyben vezető                 |
| -------------- | ------- | ------- | -------------- | -------- | ------------------ | ------- | ------------- | --------------------------------- |
| 1. (Április 1) | 1.      | 11:28   | Rumman Forest  | 15.34 km | Jari-Matti Latvala | 12:12.1 | 75.43 km/h    | Jari-Matti Latvala                |
| 1. (Április 1) | 2.      | 12:26   | Wadi Shueib 1  | 8.65 km  | Jari-Matti Latvala | 7:05.2  | 73.24 km/h    | Jari-Matti Latvala                |
| 1. (Április 1) | 3.      | 12:54   | Mahes 1        | 20.44 km | Dani Sordo         | 14:44.1 | 83.23 km/h    | Dani Sordo                        |
| 1. (Április 1) | 4.      | 13:37   | Mount Nebo 1   | 11.09 km | Petter Solberg     | 8:16.3  | 80.44 km/h    | Jari-Matti Latvala                |
| 1. (Április 1) | 5.      | 15:50   | Wadi Shueib 2  | 8.65 km  | Jari-Matti Latvala | 6:44.1  | 77.06 km/h    | Jari-Matti Latvala                |
| 1. (Április 1) | 6.      | 16:13   | Mahes 2        | 20.44 km | Petter Solberg     | 14:17.7 | 85.79 km/h    | Jari-Matti Latvala                |
| 1. (Április 1) | 7.      | 16:56   | Mount Nebo 2   | 11.09 km | Sébastien Loeb     | 8:00.6  | 83.07 km/h    | Jari-Matti Latvala                |
| 2. (Április 2) | 8.      | 08:11   | Suwayma 1      | 10.49 km | Sébastien Loeb     | 5:13.7  | 120.38 km/h   | Jari-Matti Latvala                |
| 2. (Április 2) | 9.      | 08:51   | Kafrain 1      | 17.20 km | Petter Solberg     | 11:54.0 | 86.72 km/h    | Jari-Matti Latvala                |
| 2. (Április 2) | 10.     | 09:49   | Jordan River 1 | 41.45 km | Sébastien Loeb     | 27:38.4 | 89.98 km/h    | Jari-Matti Latvala                |
| 2. (Április 2) | 11.     | 12:50   | Suwayma 2      | 10.49 km | Sébastien Loeb     | 5:13.7  | 120.38 km/h   | Sébastien Loeb Jari-Matti Latvala |
| 2. (Április 2) | 12.     | 13:30   | Kafrain 2      | 17.20 km | Petter Solberg     | 11:43.3 | 88.04 km/h    | Sébastien Loeb                    |
| 2. (Április 2) | 13.     | 14:28   | Jordan River 2 | 41.45 km | Sébastien Loeb     | 27:10.0 | 91.55 km/h    | Sébastien Loeb                    |
| 3. (Április 3) | 14.     | 08:20   | Yakrut 1       | 14.16 km | Sébastien Loeb     | 8:30.4  | 99.87 km/h    | Sébastien Loeb                    |
| 3. (Április 3) | 15.     | 08:50   | Bahath 1       | 12.53 km | Petter Solberg     | 9:30.3  | 79.10 km/h    | Sébastien Loeb                    |
| 3. (Április 3) | 16.     | 09:33   | Shuna 1        | 15.23 km | Sébastien Loeb     | 11:55.5 | 76.63 km/h    | Sébastien Loeb                    |
| 3. (Április 3) | 17.     | 10:16   | Baptism Site 1 | 10.83 km | Sébastien Loeb     | 5:21.1  | 121.42 km/h   | Sébastien Loeb                    |
| 3. (Április 3) | 18.     | 12:11   | Yakrut 2       | 14.16 km | Jari-Matti Latvala | 8:21.1  | 101.73 km/h   | Sébastien Loeb                    |
| 3. (Április 3) | 19.     | 12:41   | Bahath 2       | 12.53 km | Sébastien Loeb     | 9:17.0  | 80.98 km/h    | Sébastien Loeb                    |
| 3. (Április 3) | 20.     | 13:24   | Shuna 2        | 15.23 km | Jari-Matti Latvala | 12:00.6 | 76.09 km/h    | Sébastien Loeb                    |
| 3. (Április 3) | 21.     | 14:07   | Baptism Site 2 | 10.83 km | Sébastien Ogier    | 5:25.8  | 119.67 km/h   | Sébastien Loeb                    |

## Végeredmény
| Poz.     | Versenyző            | Navigátor            | Autó                     | Idő       | Különbség | Pont |
| -------- | -------------------- | -------------------- | ------------------------ | --------- | --------- | ---- |
| 1.       | Sébastien Loeb       | Daniel Elena         | Citroën C4 WRC           | 3:51:35.9 | 0.0       | 25   |
| 2.       | Jari-Matti Latvala   | Miikka Anttila       | Ford Focus RS WRC 09     | 3:52:11.7 | 35.8      | 18   |
| 3.       | Petter Solberg       | Phil Mills           | Citroën C4 WRC           | 3:52:47.7 | 1:11.8    | 15   |
| 4.       | Dani Sordo           | Marc Marti           | Citroën C4 WRC           | 3:53:25.2 | 1:49.3    | 12   |
| 5.       | Matthew Wilson       | Scott Martin         | Ford Focus RS WRC 08     | 4:00:00.2 | 8:24.3    | 10   |
| 6.       | Sébastien Ogier      | Julien Ingrassia     | Citroën C4 WRC           | 4:02:02.3 | 10:26.4   | 8    |
| 7.       | Federico Villagra    | Jorge Pérez Companc  | Ford Focus RS WRC 08     | 4:03:03.9 | 11:28.0   | 6    |
| 8.       | Kimi Räikkönen       | Kaj Lindström        | Citroën C4 WRC           | 4:04:06.9 | 12:31.0   | 4    |
| 9.       | Henning Solberg      | Ilka Minor           | Ford Focus RS WRC 08     | 4:05:44.5 | 14:08.6   | 2    |
| 10.      | Xavier Pons          | Alex Haro            | Ford Fiesta S2000        | 4:10:09.8 | 18:33.9   | 1    |
| SWRC     |                      |                      |                          |           |           |      |
| 1. (10.) | Xavier Pons          | Alex Haro            | Ford Fiesta S2000        | 4:10:09.8 | 0.0       | 25   |
| 2. (14.) | Eyvind Brynildsen    | Cato Menkerud        | Škoda Fabia S2000        | 4:22:01.8 | 11:52.0   | 18   |
| 3. (16.) | Per-Gunnar Andersson | Jonas Andersson      | Škoda Fabia S2000        | 4:29:07.2 | 18:57.4   | 15   |
| 4. (18.) | Nászer el-Attija     | Giovanni Bernacchini | Škoda Fabia S2000        | 4:31:26.0 | 21:16.2   | 12   |
| 5. (23.) | Patrik Sandell       | Emil Axelsson        | Škoda Fabia S2000        | 4:51:50.0 | 41:40.2   | 10   |
| 6. (25.) | Jari Ketomaa         | Mika Stenberg        | Ford Fiesta S2000        | 5:04:29.3 | 54:19.5   | 8    |
| PWRC     |                      |                      |                          |           |           |      |
| 1. (11.) | Patrik Flodin        | Göran Bergsten       | Subaru Impreza WRX STi   | 4:10:42.9 | 0.0       | 25   |
| 2. (12.) | Armindo Araújo       | Miguel Ramalho       | Mitsubishi Lancer Evo X  | 4:12:39.5 | 1:56.6    | 18   |
| 3. (15.) | Nicholai Georgiou    | Joseph Matar         | Mitsubishi Lancer Evo IX | 4:29:01.3 | 18:18.4   | 15   |
| 4. (17.) | Spyros Pavlides      | Chris Patterson      | Subaru Impreza WRX STi   | 4:29:54.8 | 19:11.9   | 12   |
| 5. (19.) | Amjad Farrah         | Nancy Al-Majali      | Subaru Impreza WRX STi   | 4:33:00.4 | 22:17.5   | 10   |
| 6. (21.) | Wang Rui             | Pan Hongyu           | Subaru Impreza WRX STi   | 4:38:14.8 | 27:31.9   | 8    |
| 7. (24.) | Paulo Nobre          | Edu Paula            | Mitsubishi Lancer Evo X  | 4:55:12.0 | 44:29.1   | 6    |

## Külső hivatkozások
- A verseny hivatalos honlapja Archiválva 2018. október 31-i dátummal a Wayback Machine-ben
- Eredmények az eWRC.com honlapon